# Peter Hartz

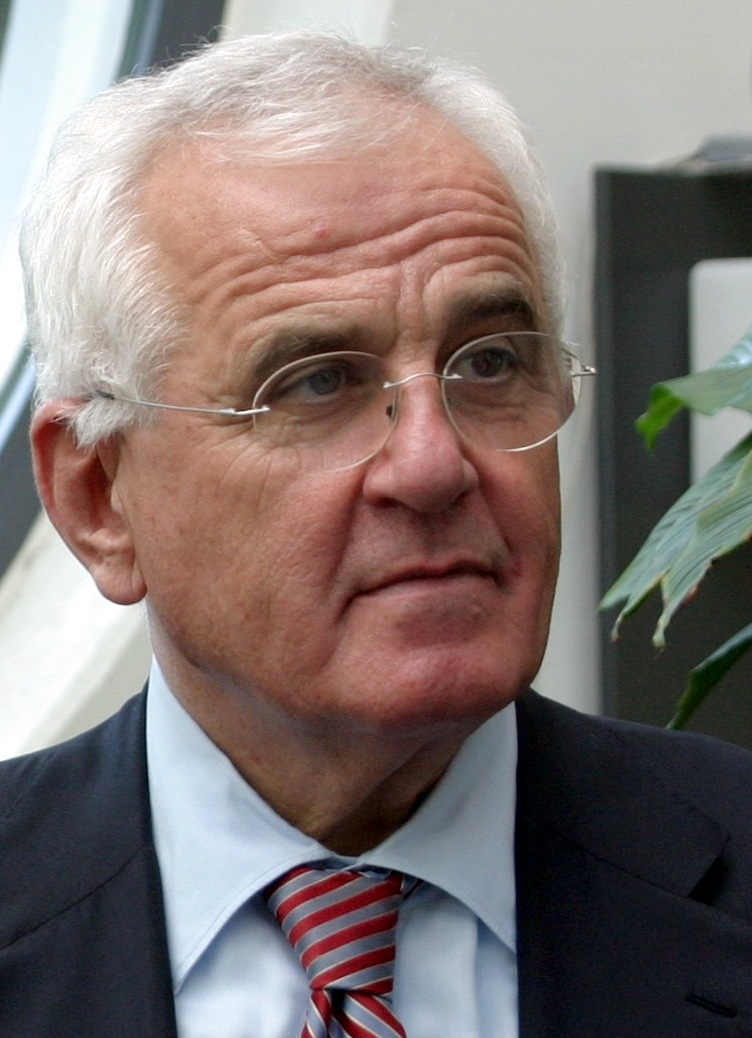
Peter Hartz in 2005

Peter Hartz (St. Ingbert (deelstaat Saarland), 9 augustus 1941) is een voormalig Duitse manager. Hij was tot juli 2005 personeelsdirecteur en lid van de Raad van bestuur bij Volkswagen.
Naar hem werden de als Hartz-concept bekendstaande hervormingen van de arbeidsmarkt vernoemd, die in de periode 2003-2005 ten tijde van bondskanselier Gerhard Schröder tot stand kwamen. Peter Hartz is lid van de SPD en van de belangrijke vakbond IG Metall. Hij werd op 25 januari 2007 veroordeeld wegens verduistering van bedrijfsgelden.

## Voetnoten
1. ↑  Artikel in Stern